# Григорович-Березовский, Николай Александрович
Николай Александрович Григорович-Березовский (27 ноября [9 декабря] 1876, Чернигов — 15 апреля 1940, Ростов-на-Дону) — русский учёный-геолог и палеонтолог, профессор и заведующий кафедрой Варшавского и Донского университетов.

## Биография
Родился 27 ноября (9 декабря) 1876 года в городе Чернигове (Черниговская губерния), в семье штабного офицера.
В 1894 году окончил Черниговскую гимназию.
В 1898 году закончил Императорский Новороссийский университет в Одессе (Естественное отделение, Физико-математического факультета).
В феврале 1899 годе начал работать ассистентом (с сентября 1899 — приват-доцентом) на кафедре геологии Новороссийского университета,
С 1910 года возглавил кафедру геологии и палеонтологии Варшавского университета, который затем был переведен в город Ростов-на-Дону и назывался Донским, затем Северо-Кавказским и Ростовским государственным университетом.
В 1915 году защитил диссертацию на тему «Левантинские отложения Бессарабии и Румынии», и получил учёную степень магистра геогнозии и минералогии в Императорском Московском университете.
Был командирован трижды заграницу.
Проводил геологические исследования по поручению Геологического комитета вдоль железной дороги Одесса-Бахмач и Северо-Кавказской железной дороги.
Научные труды посвящены в основном изучению третичным и четвертичным морским отложений Молдавии, Украины и Северного Кавказа.
Скончался 15 апреля 1940 года в Ростове-на-Дону.

## Членство в организациях
- Новороссийское общество естествоиспытателей (публиковался в «Записки Новороссийского общества естествоиспытателей»)
- Всероссийское палеонтологическое общество (с момента основания в 1916 году)